# WEB
WEB је систем компјутерског програмирања који је креирао Доналд Кнут као прву имплементацију онога што је назвао литерарно програмирање: идеја да се софтвер може креирати као литература, умрежавањем изворног кода унутар описног текста него обрнуто (као што је уобичајена пракса у већини програмских језика), у редоследу који је погодан за излагање људским читаоцима, а не у редоследу који је захтевао компајлер.
WEB се састоји од два секундарна програма: TANGLE, који производи компилибилни Паскал код из изворних текстова и WEAVE, који производи лепо форматирану, штампану документацију помоћу TeX-а.
CWEB је верзија WEB-а за програмски језик C, док је noweb посебан литерарни програмски алат, који је инспирисан WEB-ом (што се огледа у имену) и који је language agnostic. Најзначајнији програми написани помоћу WEB-а су TeX и Metafont. Савремене TeX дистрибуције користе други програм Web2C да конвертују WEB извор у C.